# Kurt Biehayn

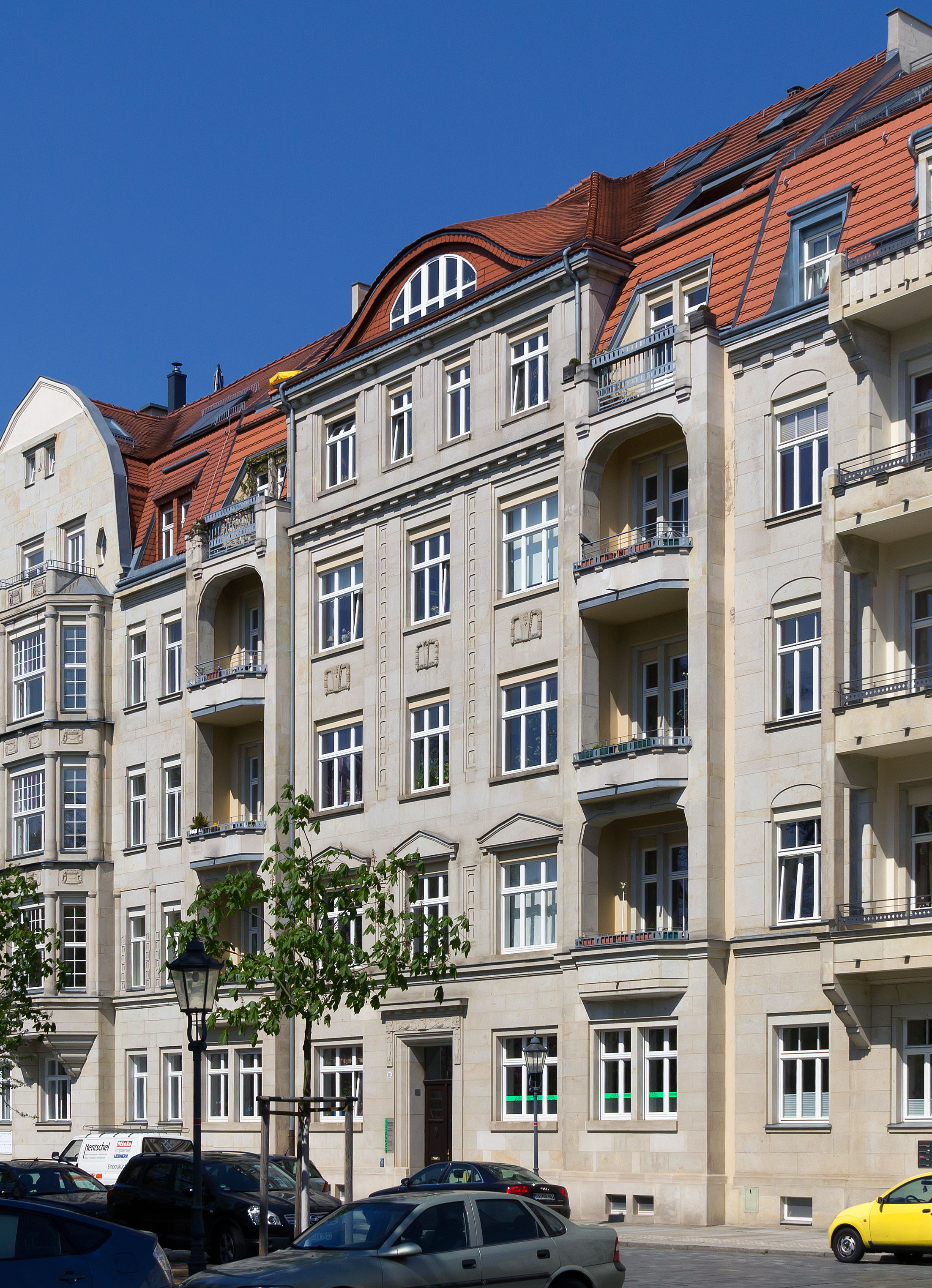
Wohnhaus von Kurt Biehayn in Dresden

Kurt Biehayn (* 8. November 1885 in Meißen; † 31. März 1967 in Dresden) war ein deutscher Vermesser, der durch seine die Heimatforschung fördernden Arbeiten überregionale Bekanntheit erlangte.

## Leben
Biehan wurde in der Porzellanstadt Meißen an der Elbe geboren und besuchte dort bis 1895 die Bürgerschule. Anschließend wechselte er bis 1902 auf die Realschule. Danach nahm er in Meißen eine Lehre als Geometer auf, die er 1905 erfolgreich abschloss. Er arbeitete danach in mehreren Vermessungsbüros, bevor er 1908 ein Studium an der Technischen Hochschule Dresden aufnahm, das er im folgenden Jahr als Landmesser abschloss. Danach war er durchgängig bis Mai 1946 im Vermessungsamt der Landeshauptstadt Dresden tätig. Er trug den Titel Stadtoberlandmesser und wohnte in Dresden, Walderseeplatz 11b (heute: Stresemannplatz).
1946 übernahm Kurt Biehayn eine nebenamtliche und ab 1947 hauptamtliche Stelle als Fachschuldozent. Gleichzeitig erfolgte seine Ernennung zum Vermessungsrat. 1952 ging er in den Ruhestand, nachdem der Sitz der Fachschule nach Cottbus verlegt worden war. Dennoch war er weiterhin in der DDR aktiv tätig. So leitete er 1955/56 mehrwöchige Kurse für alle Studenten der Ur- und Frühgeschichte über Vermessungskunde zur Einführung in die praktische Bodendenkmalpflege. Er starb 1967 im Feierabendheim an der Bürgerwiese in Dresden.
Zu seinen wichtigsten Fachveröffentlichungen zählen mehrere Lehrbriefe über Vermessungskunde für Bauwesen, die in den 1950er Jahren erschienen und teilweise gemeinsam von ihm und Johannes Haupt erarbeitet worden sind.
Im Alter von 75 Jahren schrieb er Das Triebischtal in Meißen im Wandel der Zeiten für die Zeitschrift Meißner Heimat, die 1960 in mehreren Fortsetzungen im Verlag Meißner Heimat erschien.